# 히로유키 (만화가)
히로유키(ヒロユキ, 1982년 4월 23일~)는 일본 이시카와현 출신의 일본의 만화가다. 애니메이션 텔레비전 시리즈로 각색된 그의 첫 작품인 네 컷 만화 《동인워크》로 유명하다. 2008년부터 2012년까지 연재된 4컷 만화 시리즈 《만화가랑 어시스턴트랑》을 그렸고, 2013년 8월부터 속편이 연재되었고, 2014년에 방영된 애니메이션 텔레비전 시리즈로 각색되었다. 히로유키는 또한 TYPE-MOON의 비주얼 노벨 《월희》와 《Fate/stay night》를 기반으로 한 동인지를 만들었다. 그의 누나인 메구미 코지(恵 広史)도 만화가이다.

## 작품
- 동인워크 (2004년~2007년)
- 만화가랑 어시스턴트랑 (2008년~2012년, 2013년~2014년)
- 슈퍼 오레사마 러브 스토리 (2009년)
- 바보걸 (2012년~2017년)
- 그녀도 여친 (2020년~2023년)
- 애니화 4작품의 만화가가 시계에 빠져서 5천만엔 빚을 진 이야기 (2023년)